# Konstantin Koziejew
Konstantin Mirowicz Koziejew (ros. Константин Мирович Козеев, ur. 1 grudnia 1967 w Kaliningradzie w obwodzie moskiewskim) – rosyjski kosmonauta, Bohater Federacji Rosyjskiej (2002).

## Życiorys
W 1983 ukończył szkołę średnią, a w 1987 technikum budowy maszyn w Kaliningradzie, 1987-1989 odbywał służbę w Armii Radzieckiej, następnie był trenerem sportowym. W 1992 ukończył Moskiewski Instytut Lotniczo-Technologiczny, od marca 1991 do kwietnia 1996 pracował w Zjednoczeniu „Energija” jako technik i inżynier-technolog. 2 kwietnia 1996 został kandydatem na kosmonautę-badacza, od czerwca 1996 do marca 1998 przechodził ogólne przygotowanie w Centrum Wyszkolenia Kosmonautów im. J. Gagarina, a od października 1998 do sierpnia 2000 przygotowanie w grupie kosmonautów do programu Międzynarodowej Stacji Kosmicznej, następnie włączony początkowo do załogi rezerwowej, później do głównej. Od 21 do 31 października 2001 odbywał lot kosmiczny na Międzynarodową Stację Kosmiczną wraz z Wiktorem Afanasjewem i Francuzką Claudie Haigneré jako inżynier ekspedycji; startował na statku Sojuz TM-33, a wrócił na Ziemię statkiem Sojuz TM-32; spędził w kosmosie 9 dni, 25 godzin, 00 minut i 25 sekund. Postanowieniem Prezydenta Rosji Władimira Putina z 10 kwietnia 2002 otrzymał tytuł Bohatera Federacji Rosyjskiej. Otrzymał też amerykański NASA Space Flight Medal.
Stowarzyszenie Uczestników Lotów Kosmicznych (Association of Space Explorers) przyznało mu Universal Astronaut Insignia za lot orbitalny (nr 407).